# Antonín Burdych starší
Antonín Burdych (13. října 1874 Kramolna – 9. července 1942 Pardubice) byl český spolupracovník výsadku Silver A popravený nacisty.

## Život

### Civilní život

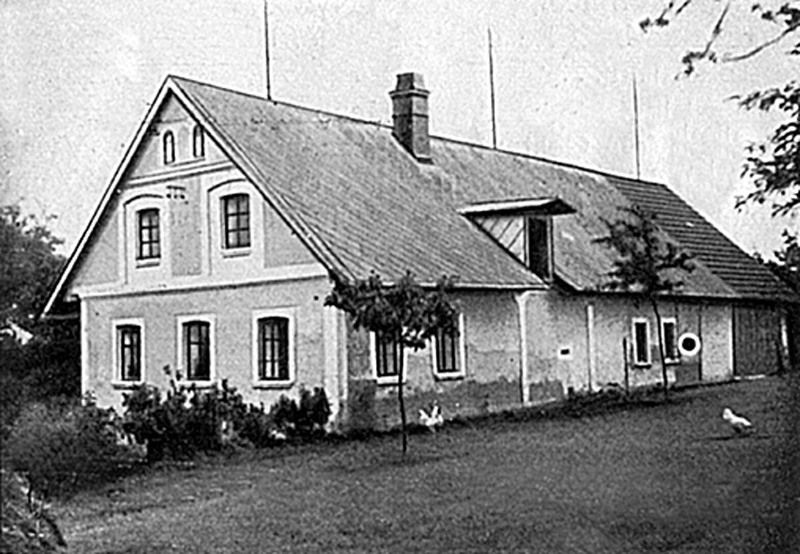
Hospodářství Burdychových v Končinách na dobové fotografii

Antonín Burdych se narodil 13. října 1874 na Kramolně. Tamtéž se v roce 1897 oženil s Josefou Dítětovou. Pracoval v Bartoňově textilní továrně ve Starém Městě nad Metují na pozici továrního mistra, kam se i přestěhoval a kde se manželům Burdychovým narodil syn Antonín a dcery Zdeňka a Marie. Textilnímu průmyslu se v závěru první světové války přestalo dařit a tak Antonín Burdych zakoupil od Antonína Alina usedlost čp. 168 na Kosteleckých Končinách, kam se s celou rodinou v únoru 1918 přestěhoval a začal se věnovat zemědělství. Usedlost později převzal jeho syn Antonín, který si sem přivedl manželku Miladu, se kterou měl dva syny: Vladimíra a Antonína. Dcery se vdaly do Červeného Kostelce a Náchoda.

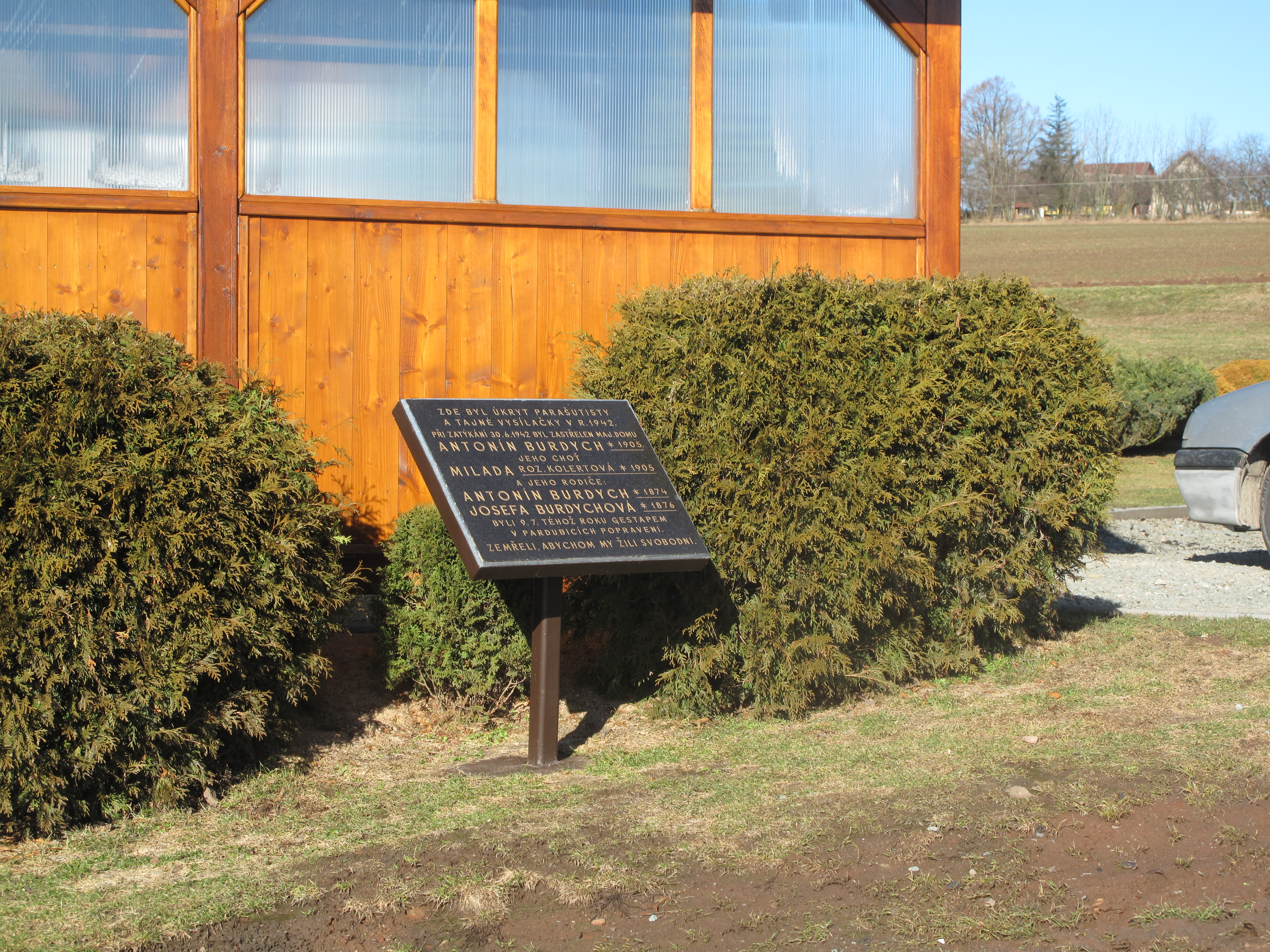
Pamětní deska u jeho usedlosti na Kosteleckých Končinách

### Protinacistický odboj
Antonín Burdych vstoupil do protinacistického odboje dne 28. června 1942, kdy na žádost jeho dcery Zdeňky poskytli Burdychovi na své usedlosti v Kosteleckých Končinách útočiště radistovi Silveru A Jiřímu Potůčkovi a jeho radiostanici Libuši, protože v dřívější místo na půdě bohdašínské školy nebylo bezpečné. Jiří Potůček zde měl pobývat jen dočasně, protože pro něj sokolský odboj připravoval základnu ve své chatě v Doubravici. Radista byl umístěn do úkrytu na potraviny vybudovaného během první světové války. Nacházel se za zdí v přízemí objektu, vstup byl ale z půdy. Již předtím se ale Zdeňčin manžel, bohdašínský učitel Ladislav Satran pokoušel obstarat pro Potůčka jiné místo. Po poradě požádal společně s Josefem Klikarem o pomoc rtyňského lékaře Viléma Dvořáčka, který ale vše nahlásil. Gestapo již tou dobou z výslechů v Pardubicích jméno Satran znalo, ale volné konce spojilo až díky tomuto udání. Manželé Satranovi byli zatčeni v době, kdy už byl Potůček u Burdychů, Ladislav Satran ale po mučení místo jeho pobytu prozradil.

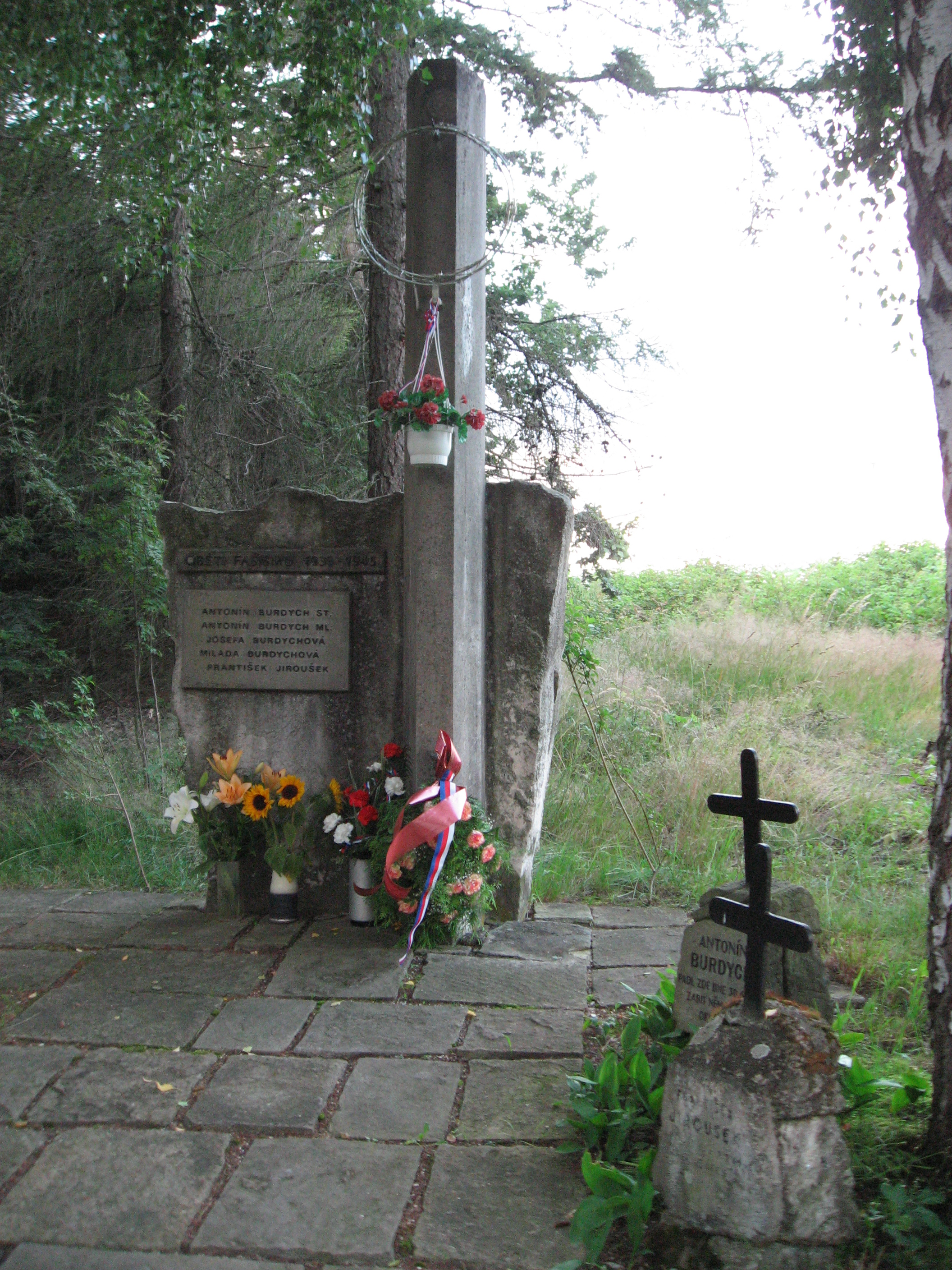
Památník v lesíku na Končinách, kde byl postřelen Antonín Burdych mladší

Dne 30. června 1942 vtrhlo gestapo do usedlosti v době, kdy se zde nacházel jen starší Antonínův vnuk Vladimír a dospělí pracovali na poli. O zatčení Satranových nevěděli. Po jejich návratu udeřilo gestapo na Antonína Burdycha mladšího. Ten, aby varoval Potůčka, se dal na útěk přičemž byl vícekrát zasažen. Ještě živý byl naložen na vůz a dopraven do Červeného Kostelce k výslechu. Cestou ale vykrvácel, ohledávající lékař stanovil jako příčinu úmrtí průstřel plic. Poté, co příslušníci gestapa objevili úkryt, donutili Antonína Burdycha staršího odházet seno z poklopu. Potůček se z obklíčení prostřílel, přičemž byl Antonín Burdych nešťastně zasažen do ramene. Po útěku se Potůček vypravil do Pardubic, na jejichž okraji jej zastřelil protektorátní četník. Antonín Burdych starší byl zatčen a přepraven do Červeného Kostelce, kde byl ošetřen MUDr. Františkem Wagnerem. Tentýž lékař ohledával i tělo jeho syna. Poté byl převezen do věznice v Hradci Králové. Jeho snacha Milada se při zásahu gestapa psychicky zhroutila, a než byla dopravena do Hradce Králové, byla ošetřena v náchodské nemocnici. Jeho manželka Josefa zásahu přítomna nebyla, po návratu a rozlučce s vnuky byla zatčena rovněž. Antonín Burdych starší, jeho žena Josefa, snacha Milada, dcera Zdeňka i její manžel Ladislav byli popraveni 9. července 1942 na pardubickém zámečku. Jejich těla byla spálena v pardubickém krematoriu a popel vysypán do Labe. Vnuci Vladimír (cca 1930–1996) a Antonín (1934–2024) byli odděleně vychováni u příbuzných, poté vystudovali lesnickou školu. Vladimír vykonával svou profesi v Krušných horách, Antonín, který byl v době zátahu na cestě ze školy, se věnoval přednáškám a předával svědectví o prožitých událostech.